# Беседа (журнал)
«Беседа» — научно-литературный журнал, выходивший в Берлине с 1923 по 1925 год. Всего вышло семь номеров. Ставил своей целью информировать Россию «о состоянии литературы и науки в Европе и Америке».
Инициатором издания выступил Виктор Шкловский, его поддержали Максим Горький и Владислав Ходасевич. В редколлегию входили Горький, Андрей Белый (до № 5), Ходасевич — втроём редактировали отдел беллетристики — а также Ф. А. Браун и Б. Ф. Адлер (до № 4) — редактировали научный отдел.
В журнале печатались Ромен Роллан, Стефан Цвейг, Джон Голсуорси, Луиджи Пиранделло, Грегорио Мартинес Сьерра, Мэй Синклер, Панаит Истрати. Ряд обзорных статей был написан специально для журнала: «Очерк современной литературы в Англии» Голсуорси, «Современное положение французской литературы в Бельгии» Франца Элленса, «Новейшая немецкая литература о китайском искусстве» Эдуарда Эркеса, «Литература Соединённых Штатов Америки» и «Евгений О`Нэйлль и американская драма» Баррета Кларка (Barrett Harper Clark).
Из отечественных авторов печатались В. Лидин, Л. Лунц, В. Шкловский, Ф. Сологуб, А. Ремизов, Н. Чуковский, В. Юрезанский, Н. Оцуп.
Однако несмотря на все усилия Горького (который в знак протеста даже отказался печататься в советских изданиях), «Беседу» так и не пропустили в Россию. 10 апреля 1924 года было даже принято специальное решение Политбюро ЦК РКП(б) о разрешении журнала, но его оспорил заведующий Главлитом Лебедев-Полянский, указавший, что издательство «Эпоха» принадлежит фактически меньшевикам, и доход от распространения журнала пойдёт в их ЦК. Политбюро своё решение отменило.
Вышедшие номера:
- 1923 — № 1 (июнь), № 2 (август), № 3 (октябрь)
- 1924 — № 4 (март), № 5 (июнь)
- 1925 — № 6–7 (март)